# 石安妮
石安妮（1968年6月20日—），台灣演員、主持人、歌手，祖籍為雲南省瀾滄縣竹塘鄉，屬拉祜族。1983年參與台灣電視公司八點檔國語連續劇《星星知我心》的演出，飾演長女「秀秀」而家喻戶曉。1992年10月她嫁給菲律賓裔美國人強納森·蔡，目前長住美國。

## 簡歷
石安妮的父親石炳銘，出身雲南省瀾滄縣竹塘鄉募乃老寨，是土司後代。1949年中國共產黨贏得國共內戰，石炳銘逃往緬甸，在滇緬邊境停留了4年；1954年隨李彌的雲南反共救國軍撤往臺灣。石炳銘抵臺後，居住在臺北縣五股鄉（今新北市五股區），和同鄉屈美蘭結婚。1968年6月20日，屈美蘭生下石安妮。
1978年，臺灣電視公司招考演員，石安妮在屈美蘭的鼓勵下參加試鏡獲得錄取，從此踏入演藝圈。石安妮進入臺視後，成為電視節目主持人。1982年，陶德辰、楊德昌、柯一正、張毅4位導演聯合執導一齣集錦式電影《光陰的故事》，石安妮在第二段《期待》中飾演小芬；該部電影拉開了臺灣新電影的序幕，成為臺灣電影史上重要的里程碑，也讓石安妮入圍了第19屆金馬獎最佳女配角獎。1983年，石安妮被導演林福地相中，在臺視電視劇《星星知我心》裡飾演長女秀秀，受到觀眾好評，成為家喻戶曉的童星；同年舉辦的第20屆金馬獎，石安妮以電影《魔輪》擊敗顏正國、劉小華等競爭對手，拿下最佳童星獎。
1986年，石安妮和阿郎、鄧美芳、宋逸民等人演出臺視電視劇《我心深處》，主題曲〈我心深處〉與插曲〈我需要愛〉均由石安妮主唱；同年11月，雄鷹唱片發行她演藝生涯裡唯一一張唱片專輯《我心深處》。
石安妮一直沒有忘卻自己拉祜族的血統，譬如：1988年11月6日雲南省瀾滄縣境內發生7.6級大地震，她主持了高雄市的賑災義演晚會，募得新臺幣150多萬元，由高雄市雲南同鄉會透過中華民國紅十字會轉交至雲南災區。另外，她也接受凌峰的邀請擔任臺視《八千里路雲和月》外景主持人，與製作小組深入雲南、貴州等地拍攝外景。她也曾和石炳銘參加「送炭到泰北」募款活動，主持一系列的募款晚會。
1989年10月11日，中國電視公司新聞雜誌型晨間節目《今晨》開播，由石安妮和何日生搭檔主持，這是她接下的第一個新聞性節目；彼時她就讀國立政治大學新聞學系四年級，同時也接受公共電視節目製播組的邀請主持兒童電視節目《小小舞臺真奇妙》。1990年石安妮遠赴美國紐約大學攻讀大眾傳播研究所碩士學位，並同時身兼世界電視台節目《大家談》、中華航空民航機上節目《旅遊新姿》等節目的主持工作。1992年1月，石安妮在紐約市認識了一位菲律賓裔的中菲混血青年強納森·蔡；強納森是一位電腦工程師，其父在紐約市開設醫院。1992年10月石安妮與強納森·蔡決定結婚，石安妮婚後僅偶爾從事翻譯，兩人至今膝下猶虛。2001年9月11日發生911恐怖攻擊事件，石安妮居住的公寓大廈恰好位於世界貿易中心旁，受到管制而有家歸不得；縱然如此，身為中視新聞駐紐約特派記者的她仍與臺北連線長達12小時以上，報導現場最新狀況。
2010年3月3日石炳銘發表新書《雲起雲落》，在該書記者會上提到石安妮現況：「她是天生的演員，卻不想演戲，也不想當公眾人物，只願享受居家生活。」「她現在不在台灣，都在美國；本來之前還是中視駐華盛頓特派記者，但做一做又辭職，現在僅接翻譯工作。」「近年來，包括中視等很多人找她回來演戲，她都婉拒。你們最好不要找她，她現在只想過著隱姓埋名的日子。」

### 學歷
- 1980年：臺北縣立五股國民中學
- 1983年：臺北市立第一女子高級中學
- 1986年：國立政治大學新聞學系
- 1990年：紐約大學大眾傳播研究所碩士

### 作品一覽

#### 電影
- 1979年：《香火》。
- 1981年：《佻皮俏冤家》。
- 1982年：《光陰的故事》，飾演小芬，並入圍第19屆金馬獎最佳女配角獎。
- 1983年：《魔輪》，並奪下第20屆金馬獎最佳童星獎。

#### 電視劇
- 1982年：台視《巴黎機場》飾演 沈佳佳
- 1983年：台視《星星知我心》飾演 梁秀秀
- 1986年：台視《我心深處》飾演 姍姍

#### 電視節目
- 1989年：公共電視節目製播組《八千里路雲和月》、《小小舞臺真奇妙》。
- 1990年：公共電視節目製播組《大家談》。

#### 新聞節目
- 1989年：中視《今晨》。

#### 唱片專輯
- 1986年11月：《我心深處》，雄鷹唱片公司。
- 1987年1月：《高興看見你》，金企鵝唱片公司；1988年另由馬來西亞快樂唱片公司在當地發行。

#### 廣告
- 1982年：高統企業波卡洋芋片。
- 1985年：台灣留蘭香黃箭口香糖。

#### 其他
- 1990年：中華航空機上節目《旅遊新姿》。

## 內部連結
- 星星知我心
- 金馬獎最佳童星獎

## 外部連結
- 石安妮:獲金馬獎的拉祜族姑娘（页面存档备份，存于）
- 石安妮在香港影庫上的簡介

### 引用
1. ↑  參看 光陰的故事 In Our Time (1982) （页面存档备份，存于）。
2. ↑  參看 中國科普博覽：雲南瀾滄耿馬地震 （页面存档备份，存于）。
3. ↑  參見 黃仁資料庫：石安妮展現多重風貌 （页面存档备份，存于）。
4. ↑  請見 蘋果日報：石安妮美國相夫不生子，《星星知我心》大姊樂隱居 （页面存档备份，存于）。
5. ↑  詳情見 自由時報：各台新聞部危機總動員 （页面存档备份，存于）。
6. ↑  參考 蘋果日報：石安妮美國相夫不生子，《星星知我心》大姊樂隱居 （页面存档备份，存于）。